# Kawagarbo

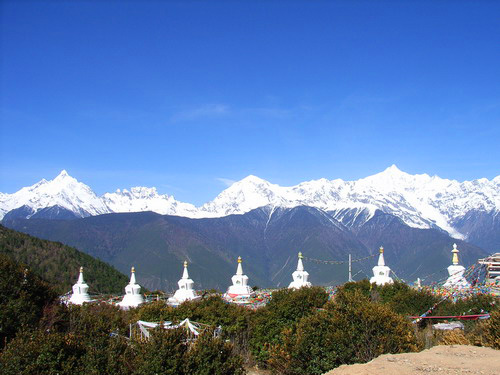
La cadena Meili Xueshan desde Fei Lai Si

Kawa Garbo o Khawa Karpo ( en tibetano: ཁ་བ་དཀར་པོ།, ZWPY: Kawagarbo; también transcrito como Kawadgarbo, Khawakarpo, Moirig Kawagarbo, Kawa Karpo o Kha-Kar-Po), como lo conocen los residentes y peregrinos locales, o pico Kawagebo (chino: 卡瓦格博), es la montaña más alta de la provincia china de Yunnan. Se encuentra en la frontera entre el condado de Dêqên, Yunnan y los condados de Zogang y Zayü de la Región Autónoma del Tíbet. Se eleva a unos 20 kilómetros al oeste de Shengping (升平 镇), la sede del condado de Dêqên, que se encuentra en la carretera nacional 214 de China. Lo que ahora es el condado de Dêqên fue parte de Yunnan desde la década de 1720, cuando fue establecida la frontera actual con El Tíbet por la dinastía Qing temprana. El Kawagarbo es uno de los picos más sagrados del mundo tibetano y a menudo se lo conoce como Nyainqênkawagarbo para mostrar su santidad.

## Geografía
El Kawagarbo es el punto más alto en una cordillera de altos picos a los que los tibetanos generalmente se refieren también como Kawagarpo. Un error en los mapas del ejército chino durante la década de 1950 transcribió el nombre de una cadena de montañas más hacia el norte en un área mucho más grande que también incluía al Kawagarbo. El nombre de esta cadena inferior en tibetano es Menri (sistema Wylie; Sman-ri en el sistema Wade – Giles; nombre que significa montañas de hierbas medicinales), pero es más conocido por su transliteración china, Meili Xue Shan (梅里 雪山 o Montaña de nieve Meili ). Este es el nombre más ampliamente aplicado a la cadena por fuentes chinas y occidentales. La cadena de Meili es un pequeño macizo de las montañas Hengduan mucho más extenso, el principal complejo de montañas de orientación norte-sur que se extiende a lo largo del borde oriental de la meseta tibetana en el este del Tíbet, el noroeste de Yunnan, el oeste de Sichuan y el extremo norte de Myanmar. La cordillera Meili Xue Shan forma parte de la divisoria entre los ríos Salween (Nujiang) y Mekong (Lancangjiang). 
La cordillera Meili Xue Shan tiene más de 20 picos con cubierta de nieve permanente, incluidos seis picos de más de 6,000 m. Los extremos topográficos son inmensos, con un relieve vertical que varía desde menos de 2,000 m a lo largo del río Mekong en el este hasta 6,740 m en la cumbre de Kawagarpo dentro de una distancia horizontal de 10 km. Un relieve topográfico aún mayor se encuentra en el lado oeste o del río Salween de la cordillera. Coincidente con este gradiente topográfico extremo es un gradiente ambiental igualmente empinado. Comprimidos dentro de esta corta distancia se encuentran los ecosistemas de matorral subtropical a lo largo de los fondos áridos de los cañones, que se elevan a través de bosques secos de roble, bosques húmedos mixtos de hoja caduca y coníferas, bosques de coníferas templados fríos, prados alpinos y pedregal por encima de la línea de árboles, hasta nieve permanente en los picos altos. El glaciar Mingyong, que desciende desde la cumbre de Kawagarbo, termina a poca altura justo antes de la zona de vida subtropical. La cadena se ve muy afectada por el monzón, lo que lleva a condiciones de nieve especialmente inestables, que han afectado los intentos de escalada (ver más abajo).

## Adoración a la montaña sagrada
El Kawagarbo es una de las montañas más sagradas para el budismo tibetano como el hogar espiritual de un dios guerrero del mismo nombre. Es visitado por 20,000 peregrinos cada año de todo el mundo tibetano; muchos peregrinos recorren el pico, un arduo recorrido de 240 km. Aunque es importante en todo el budismo tibetano, son los tibetanos locales los guardianes y administradores del día a día del Kawagarbo, tanto la deidad como la montaña.
La religión ancestral del área del Kawagarpo, como en gran parte del Tíbet, era Bön, una tradición chamánica basada en el concepto de un mundo impregnado de espíritus buenos y malos. Bön tenía numerosas deidades y espíritus que todavía son reconocidos hoy en día, y a menudo están conectados con localidades geográficas específicas y características naturales; los principales picos de las montañas de Hengduan se identifican así con deidades específicas. El Kawagarbo es uno de estos. Desde su introducción, el budismo tibetano ha sido la religión dominante del área de Kawagarbo, siendo la doctrina Gelugpa la más común.
Los tibetanos creen que el dios guerrero los dejará si los humanos pisan la cima del Kawakarpo, haciendo que el suelo sea impuro. Los desastres seguirán mientras pierden la protección del Dios. Los tibetanos también han establecido una geografía sagrada centenaria alrededor del pico, mantenida por los líderes religiosos de los monasterios locales en negociaciones con las aldeas locales. Este sitio natural sagrado preserva los recursos naturales y la salud ecológica de la cadena.

## Historia de la escalada
El primer intento del Kawakarpo fue realizado en 1987 por un grupo del Joetsu Alpine Club de Japón. 
En el invierno de 1990-1991, un grupo del Academic Alpine Club de la Universidad de Kioto intentó el pico en conjunto con un grupo chino. Su actividad provocó fuertes protestas de la comunidad tibetana local debido a la importancia cultural y religiosa de la montaña. El 3 de enero de 1991, una avalancha nocturna mató a los diecisiete miembros de la expedición, en uno de los accidentes de alpinismo más mortales de la historia. El club de Kioto regresó en 1996 para hacer otro intento fallido.
Las expediciones estadounidenses, dirigidas por Nicholas Clinch, visitaron el campo en 1988, 1989, 1992 y 1993, intentando otros picos importantes, pero no tuvieron éxito.  
En 2001, el gobierno local aprobó leyes que prohíben todos los intentos futuros de escalada por motivos culturales y religiosos. A partir de 2010, ninguno de los picos significativos de la cadena se ha subido con éxito.

## Retiro del glaciar Mingyong
El glaciar Mingyong desciende abruptamente desde la cara este del Kawagarbo hacia el valle del río Mekong en el lado de Yunnan del macizo. Debido a que desciende desde cerca de la cumbre de Kawagarbo, también es considerado sagrado por los budistas tibetanos y dos templos se encuentran a lo largo de su borde inferior. Desde esos templos, el rápido retiro del glaciar Mingyong es obvio, especialmente para la gente local que lo observa año tras año. Un monje del Templo Taizi reflexionó sobre esta rápida retirada del glaciar Mingyong, preocupado de que pudiera ser un castigo del Kawagarpo por la falta de devoción de él y sus compañeros budistas.
La retirada del glaciar Mingyong, vinculada a un clima más cálido en el área de Deqin, ha recibido considerable atención por sus implicaciones para la conservación de la biodiversidad, recuperación de los cuerpos de los escaladores muertos en la avalancha de 1991, impactos en el suministro de agua a la aldea de Mingyong, y en el contexto más amplio de los impactos del cambio climático en los sistemas biológicos y sociales en el noroeste de Yunnan y más allá.